# چوبانی
 چوبانی  (به انگلیسی: Chobani) یک نماد تجاری آمریکایست که فعالیت آن در صنایع غذایی و تولید نوعی ماست چکیده است. نام این شرکت را می‌توان در ادبیان یونان با نام τσομπάνης یافت. به کوردی به آن çoban و به فارسی معادل آن «چوپان» است.
این کمپانی در سال ۲۰۰۵ پایه‌گذاری شد و طبق گزارش مجله فوربز، هامدی اولوکایا مدیر و یک کارآفرین موفق اهل کوردستان ترکیه این شرکت را بنا نهاده، در سال ۲۰۱۳ با درآمد بالا از شرکتش موفق شد به جمع میلیاردرهای جهان بپیوندد.

## پیوند
وب‌گاه رسمی چوبانی